# Alfa-terpineol
L'alfa-terpineol és un monoterpè-alcohol cíclic present en moltes plantes, com el llorer, la magnòlia o el ginebre. Existeixen dos enantiòmers: l'(-)-alfa-terpineol i l'(+)-alfa terpineol.

## Biosíntesi
La seva biosíntesi es produeix a partir del substrat pirofosfat de geranil, com tots els altres monoterpens. El primer pas és la ionització del geranil pirofosfat. En ser un monoterpè cíclic, deriva del catió alfa-terpenil, el qual, després d'hidratar-se, dona lloc a l'α-terpineol. S'han identificat diverses sintases terpèniques que generen alfa-terpineol com a producte principal en plantes com la dacsa, la vinya l'arbre del sàndal i el Pinus taeda.

## Activitat biològica
Diversos estudis han trobat propietats antifúngiques i antimicrobianes en l'alfa-terpineol.

Antifúngic: Aquest compost resulta ser el monoterpè dels olis essencials de dues espècies del gènere Hypericum que inhibia més el creixement de diversos fongs ascomicots i basidiomicots patògens de plantes. En un estudi on es testaven els efectes de l'oli essencial d'arbre del te sobre fongs patògens per als humans, l'α-terpineol i compostos relacionats (el terpinè-4-ol i l'1-8 cineol) van resultar ser els compostos que més inhibien el creixement d'aquests fongs.

Altres organismes: Es va classificar com a "compost amb activitat antimicrobiana baixa" en un estudi que investigava la inhibició produïda per diversos terpens de la fusta de diferents coníferes sobre el creixement d'un protista causant de la mort súbita del roure Phytophthora ramorum. En quant a l'activitat antimicrobiana, l'alfa terpineol era el compost més actiu contra el creixement de Staphylococcus aureus, Staph. epidermidis i Propionibacterium acnes de l'oli essencial d'arbre del te.

## Usos
L'alfa-terpineol és un compost usat per perfumeria, cosmètica, fragàncies, xampús, sabons, productes de neteja i detergents. El seu ús anual s'estima entre les 100 i les 1000 tones.